# Ika, Opatija
Ika je naselje na Hrvaškem, ki upravno spada pod mesto Opatija; le-ta pa spada pod Primorsko-goransko županijo.
Turistično in staro ribiško naselje v Kvarneru leži na zahodni obali Reškega zaliva ob državni cesti D66 Reka-Pulj med Opatijo na severovzhodu, od katere je oddaljeno okoli 4 km, in Lovranom na jugozahodu s katerimje je na južnem delu skoraj zraščeno v eno naselje. Nastalo je ob zalivu potopljenega izliva potoka Banine. Naselje je obdano z bujno vegetacijo (kostanj, lovor), ob obali pa pelje 14 km dolgo sprehajališče Lovran-Volosko. Turistična sezona z bogato ponudbo traja skozi vse leto.

## Demografija
| Pregled števila prebivalcev po letih | Pregled števila prebivalcev po letih | Pregled števila prebivalcev po letih | Pregled števila prebivalcev po letih | Pregled števila prebivalcev po letih | Pregled števila prebivalcev po letih | Pregled števila prebivalcev po letih | Pregled števila prebivalcev po letih | Pregled števila prebivalcev po letih | Pregled števila prebivalcev po letih | Pregled števila prebivalcev po letih | Pregled števila prebivalcev po letih | Pregled števila prebivalcev po letih | Pregled števila prebivalcev po letih | Pregled števila prebivalcev po letih |
| ------------------------------------ | ------------------------------------ | ------------------------------------ | ------------------------------------ | ------------------------------------ | ------------------------------------ | ------------------------------------ | ------------------------------------ | ------------------------------------ | ------------------------------------ | ------------------------------------ | ------------------------------------ | ------------------------------------ | ------------------------------------ | ------------------------------------ |
| 1857                                 | 1869                                 | 1880                                 | 1890                                 | 1900                                 | 1910                                 | 1921                                 | 1931                                 | 1948                                 | 1953                                 | 1961                                 | 1971                                 | 1981                                 | 1991                                 | 2001                                 |
| 0                                    | 0                                    | 610                                  | 233                                  | 309                                  | 361                                  | 0                                    | 0                                    | 180                                  | 299                                  | 390                                  | 412                                  | 553                                  | 477                                  | 474                                  |